# Livio Cotrozzi
Livio Cotrozzi (Roma, 4 agosto 1962) è uno scrittore italiano che si è cimentato in vari generi.
Autore di programmi radiofonici (RPM, SCR7) e televisivi (Campionato Campionato, Pressing), collabora come redattore al web magazine Periodico Italiano.

## Opere

### Saggistica
- "Star Trek - Storia illustrata di una saga" (Alpi Editori).

Articoli pubblicati su "Inside Star Trek", ed. Star Trek Italian Club:
- "Dun Ktesla-scheda", "Personal log" n. 5, '94
- "Ambasciata imperiale Klingon", STIC edition

### Poesia
- Il Policordo, raccolta poetica, 1982
- Sangue fatto di grappa, antologia poetica, 2006 ( e-book ) edizioni KULT virtual press
- Lacrime espiantate, Montparnasse Café n.3 settembre 2008 -ISSUU publish - Ed. Laviadeipoeti

### Romanzo
- Arp, Nephila Editore, 2003, ISBN 88-88380-20-5
- Solo le Parole Migliori del Silenzio

### Racconti
- Racconti: "Titania", "Verso le stelle" n. 10/11, ed. Solaris, '79
- I Dugonghi
- Ultima estate a Ripafratta ed. Voci dalla Rocca - marzo 2008
- Racconti Poveri - Issuu publish